# 217
217是於216和218的一個自然數。

## 數學性質
- 合數，正因數有1、7、31和217。
質因數分解為{\displaystyle 7\times 31}。
- 虧數，真因數和為39，虧度為178。
- 不尋常數，大於平方根的質因數為31。
- 第72個半質數。前一個為215、下一個為218。
- 無平方數因數的數。
- 十进制的等數位數。
- 第九個中心六邊形數
- 屬於數字
  - 屬於整數
  - 屬於正數
  - 屬於奇數
  - 屬於阿拉伯數字
  - 屬於自然數
  - 屬於規矩數

## 天文領域
- NGC 217 是鯨魚座的一個星系。
- VV 217是鯨魚座的一個星系。
- 貺神星是第217顆被人類發現的小行星，位於火星和木星之間的小行星帶。
- M96星系群又稱 LGG 217[1]是位於獅子座內的一個星系群，有8至24個星系。

## 交通領域
- JR東日本E217系電力動車組
- 沖繩縣道217號與那國港線
- 德國鐵路217型內燃機車
- 廣州市巴士路線217路
- 沈阳市巴士路線217路
- 三菱MK217型巴士(曾由九巴擁有)

## 其他領域
- Do 217轟炸機
- 第217代羅馬教皇是利奧十世。